# Ramón Quintana Bosch
Ramón Quintana Bosch en Catalán: Ramon Quintana i Bosch, (nacido el 30 de agosto de 1950 en Tarrasa, Barcelona) es un exjugador de hockey sobre hierba español. Disputó los Juegos Olímpicos de Múnich 1972 y de  Montreal 1976, obteniendo una séptima y sexta plaza, respecticamente. Es primo de Francisco Fábregas Bosch, Eduardo Fábregas Bosch y de Jorge Fábregas Bosch, y hermano de  Juan Quintana Bosch todos ellos jugadores de hockey sobre hierba internacionales por España.

## Participaciones en Juegos Olímpicos
- Múnich 1972, séptima posición.
- Montreal 1976, sexta posición.